# Gymnothorax panamensis
Gymnothorax panamensis är en fiskart som först beskrevs av Steindachner, 1876.  Gymnothorax panamensis ingår i släktet Gymnothorax och familjen Muraenidae. IUCN kategoriserar arten globalt som livskraftig. Inga underarter finns listade i Catalogue of Life.